# Hochkreuz (Bonn)

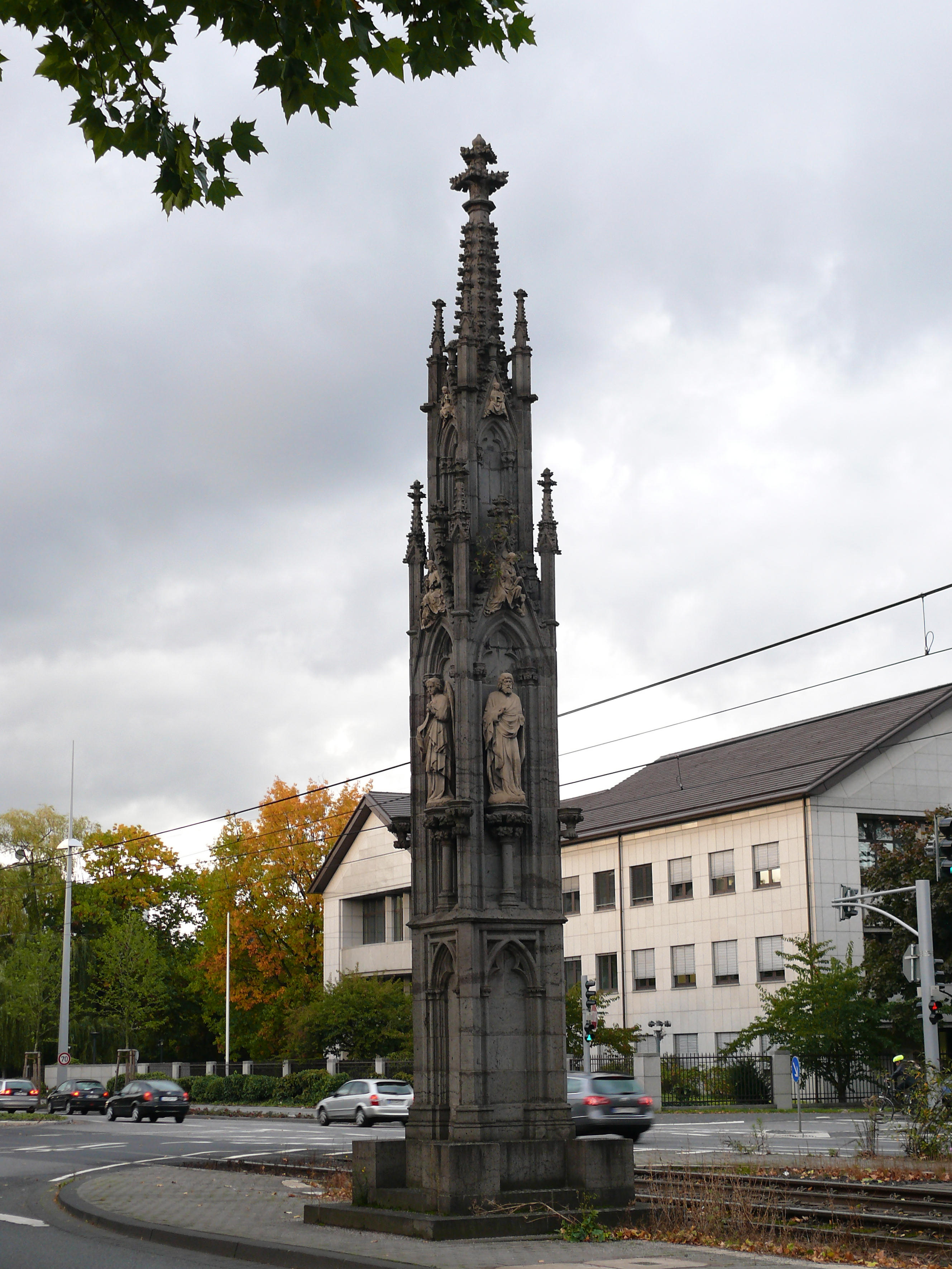
Das Hochkreuz

Hochkreuz ist ein Ortsteil der Bundesstadt Bonn im Norden des Stadtbezirks Bad Godesberg und Teil des Bundesviertels. Benannt ist er nach einem Wegekreuz (→ Hochkreuz (Wegekreuz in Bonn)), das an der Kreuzung der Bundesstraße 9 mit der Straße zwischen Friesdorf und Plittersdorf stand.

## Geographie
Die südwestliche Hälfte von Hochkreuz liegt in der Gemarkung Friesdorf und seine zur Rheinaue gehörende nordöstliche Hälfte in der Gemarkung Plittersdorf. Der statistische Bezirk Hochkreuz-Bundesviertel besitzt über eine vom Ortsteil Hochkreuz leicht abweichende Abgrenzung. Er umfasst darüber hinaus westlich der Bundesstraße 9 einen schmalen Streifen des Ortsteils Friesdorf. Hochkreuz ist Teil des katholischen Rheinviertels bzw. der evangelischen Thomas-Kirchengemeinde.
Die Stadtbahnlinien 16, 63 und 67 sowie die Buslinien 610, 631, 638 und N7 der Stadtwerke Bonn bedienen die Haltestelle Hochkreuz/Deutsches Museum Bonn, welche als Knotenpunkt des Stadtteils fungiert.

## Geschichte
Nachdem Bonn 1949 Bundeshauptstadt geworden war, fand sich die dünn besiedelte Gegend in unmittelbarer Nähe des neu entstandenen Regierungsviertels in der Gronau wieder. In der Folge entstanden hier etliche Bundesbehörden und -ministerien, teilweise erst in den späten 1980er-Jahren (seinerzeit auch die syrische Botschaft). Ursprünglich war geplant, Hochkreuz mit Gronau durch mehrere Ministerien-Neubauten zusammenwachsen zu lassen. Um die Grünflächen im neuen Herzen der Stadt zu erhalten, legte die Stadt Bonn zur Bundesgartenschau 1979 den Landschaftspark Rheinaue an.

## Wirtschaftsstandort

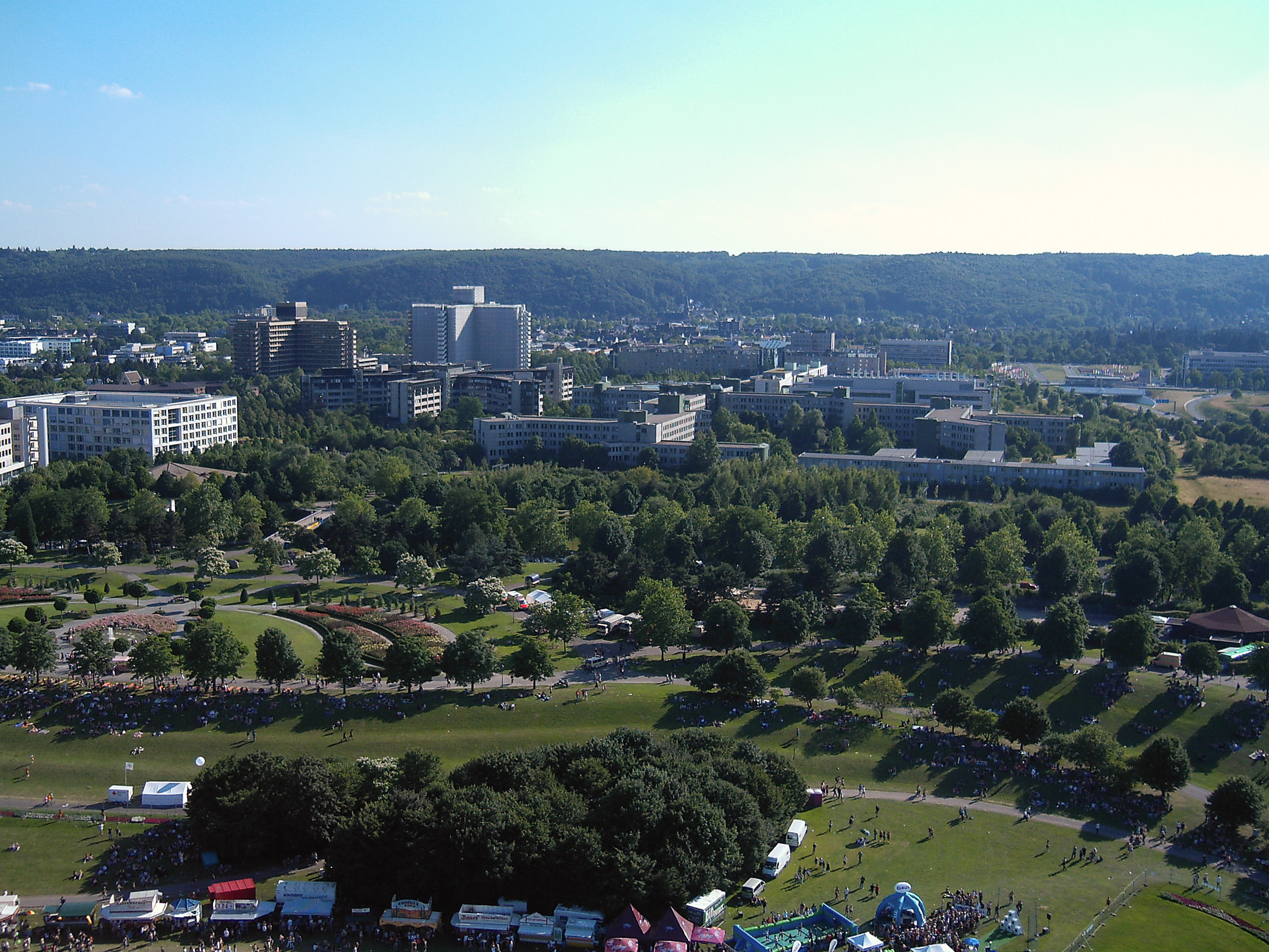
Luftbild der Rheinaue mit Blick auf Hochkreuz

Neben den Wohnungen der rund 2000 Einwohner befinden sich in Hochkreuz heute mehrere Bundesministerien, Bundesbehörden und Botschaften, darunter das Bundesministerium für Bildung und Forschung (BMBF) in den „Kreuzbauten“, die Bundesministerien für Verkehr und digitale Infrastruktur (BMVI) und für Umwelt, Naturschutz, und nukleare Sicherheit (BMU). Zudem ist der Ortsteil Sitz des Bundeseisenbahnvermögens (BEV), des Bundesinstituts für Arzneimittel und Medizinprodukte (BfArM) und des ebenfalls hierhingezogenen Bundesinstituts für Berufsbildung (BIBB). Des Weiteren sind Büros verschiedener bedeutenden Unternehmen und Organisationen angesiedelt, z. B. der Deutsche Telekom, Bundesanstalt für Finanzdienstleistungsaufsicht, Friedrich-Ebert-Stiftung und der Deutsche Post DHL. In Hochkreuz befindet sich die Zentrale des Fernsehsenders Phoenix, in dessen Gebäude das Lokal- und Bundesstudio des WDR sowie ein Studio des ZDF angesiedelt sind.
Hochkreuz entwickelte sich seit den 2010er Jahren zu einem wichtigen Standort der deutschen Informationssicherheit. So sitzt seit 2017 das Kommando Cyber- und Informationsraum in Hochkreuz, wo bereits das Bundesamt für Sicherheit in der Informationstechnik seinen Sitz hat. Dieses baut zwischen Ludwig-Erhard-Allee und Kennedyallee bis 2025 die neue Behördenzentrale. Damit sind zwei zentrale Behörden des Nationalen Cyber-Abwehrzentrums in direkter Nachbarschaft vor Ort angesiedelt.

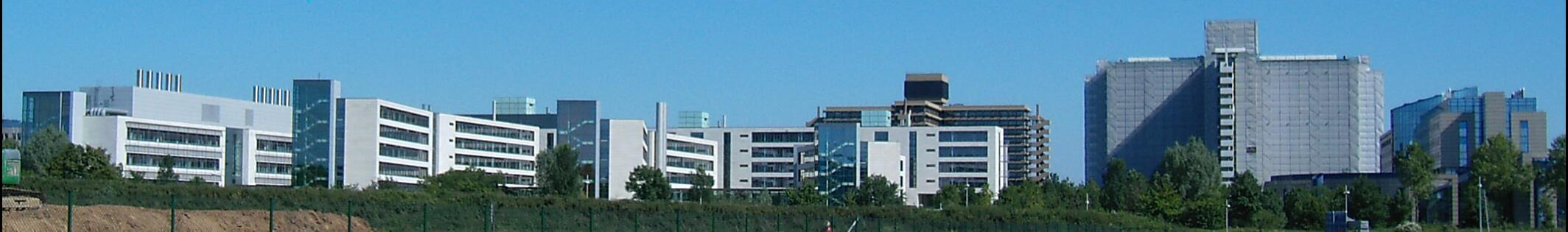
Ansicht der Bürogebäude an der Grenze zu Gronau

Auch weitere überregional bedeutende Unternehmen wie die Aktion Mensch, der Betreiber zahlreicher Autobahnraststellen Tank & Rast sowie das Forschungszentrum caesar haben ihren Sitz in Hochkreuz.

## Sehenswürdigkeiten
Das für den Ortsteil namensgebende Hochkreuz ist eine gotische Votivsäule, die 1333 unter dem Einfluss der Kölner Dombauhütte errichtet wurde. Eine Kopie steht heute an der Stadtbahn-Haltestelle Hochkreuz/Deutsches Museum Bonn. Die originale Steinsäule befindet sich seit 1979 in der Obhut des Rheinischen Landesmuseums Bonn.

Die Kreuzbauten wurden zwischen 1965 und 1972 erbaut und stehen seit 2004 als Baudenkmal unter Denkmalschutz. Zwischen 2004 und 2010 wurde das Gebäudeensemble umfassend saniert und wird u. a. vom Bundesministerium für Bildung und Forschung (BMBF), dem Deutschen Institut für Erwachsenenbildung und dem Eisenbahn-Bundesamt als Bürogebäude genutzt.
Im Ortsteil Hochkreuz befindet sich in einer Seitenstraße der Kennedyallee, der Cheruskerstraße, die zur katholischen Kirchengemeinde St. Andreas und St. Evergislus gehörende und nach dem Hochkreuz benannte Kirche Heilig Kreuz. Sie wurde für die bereits 1957 gegründete Heilig-Kreuz-Gemeinde im Jahre 1965 nach Plänen der Architekten Stefan Leuer und Willi Zachert fertiggestellt, 1967 kam ein freistehender Glockenturm hinzu. Das Gebäude ist ein roter Backsteinbau in der Form eines Zeltes.

Der Freizeitpark Rheinaue, von Einheimischen nur „die Rheinaue“ genannt, ist ein 160 ha großes als Park angelegtes Naherholungsgebiet das zu großen Teilen im Ortsteil Hochkreuz liegt. Die Grundzüge des Parks entstanden anlässlich der Bundesgartenschau 1979. Die Rheinaue ist heute ein wichtiger Bestandteil für die Bonner Freizeit- und Kulturlandschaft. Es finden regelmäßige Veranstaltungen wie „Rhein in Flammen“, eine Bierbörse und die Konzertreihe „Kunst!Rasen“, bei der auch schon Weltstars wie Sting, die Scorpions, Tom Jones oder Katie Melua auftraten, statt.